# San Andrés, Ocozocoautla de Espinosa
San Andrés är en ort i Mexiko.   Den ligger i kommunen Ocozocoautla de Espinosa och delstaten Chiapas, i den sydöstra delen av landet, 700 km sydost om huvudstaden Mexico City. San Andrés ligger 732 meter över havet och antalet invånare är 250.
Terrängen runt San Andrés är kuperad västerut, men österut är den platt. Runt San Andrés är det ganska glesbefolkat, med 40 invånare per kvadratkilometer. Närmaste större samhälle är Ocozocoautla de Espinosa, 15,1 km öster om San Andrés. I omgivningarna runt San Andrés växer huvudsakligen savannskog.